# Kodiakbeer
De kodiakbeer (Ursus arctos middendorffi) is de grootste ondersoort van de bruine beer, sommige individuen zijn zelfs groter en zwaarder dan de ijsbeer, met een hoogte van 3,60m.

## Anatomie
Kodiakberen worden zeer groot, gemiddeld is een mannetje zo'n 400 kg zwaar, het zwaarst bekende exemplaar in gevangenschap woog 757 kg. Vrouwtjes zijn een stuk kleiner. Het zijn de op een na grootste beren op de planeet. Ondanks hun grootte zijn ze in staat snelheden van 50 km/h te halen en die lang vast te houden. Een andere grote ondersoort van de bruine beer is de grizzlybeer.

## Voedsel en gedrag
In de zomer eten ze voornamelijk plantaardig voedsel, zoals bessen en wortels. Daarnaast jagen ze ook op herten. In de herfst doen ze zich tegoed aan de zalmen die elk jaar langs komen. In deze tijd van het jaar moeten ze veel eten omdat ze een dikke vetlaag voor hun winterslaap moeten aanleggen.
Beren zijn solitaire dieren, ze komen alleen bij elkaar om te paren, of bij de beken om zalm te vangen, wat ze wel alleen doen. Bijna elke mannetjesbeer heeft wel littekens op zijn kop van de vele gevechten die hij heeft moeten leveren.

## Verspreiding
Hij komt voor nabij Alaska en in Noord-Amerika op de eilanden Afognak, Shuyak en Kodiak, waaraan de beer ook zijn naam te danken heeft.

## Contact met mensen
Normaal gesproken is er weinig contact tussen mensen en kodiakberen. Het gebied waarin zij leven is nog relatief dunbevolkt door mensen. Ook jagers worden meestal met rust gelaten door de beren. Toch viel in 1999 een slachtoffer door contact met beren. Het voorgaande incident met een dodelijk slachtoffer was in 1921.
Europese bruine beer (U. a. arctos) · Kamtsjatkabeer (U. a. beringianus) · Oost-Siberische bruine beer (U. a. collaris) · U. a. dalli · Gobibeer (U. a. gobiensis) · U. a. gyas · Grizzlybeer (U. a. horribilis) · Isabelbeer (U. a. isabellinus) · Oessoeribeer (U. a. lasiotus) · Marsicaanse bruine beer (U. a. marsicanus) · Kodiakbeer (U. a. middendorffi) · Tibetaanse blauwe beer (U. a. pruinosus) · U. a. pyrenaicus · U. a. sitkensis · U. a. stikeenensis · Syrische bruine beer (U. a. syriacus)